# Niekrasz Butwidowicz

herb Leliwa

Niekrasz Butwidowicz (Mikołaj Niekras Butwidowicz, XV w.) – rycerz herbu Leliwa.
Był synem Batwida (Batiuida, zapewne identycznego z Butwidem Rekutewiczem), który występuje w akcie poręki za Bratośzę Kojlutówicza z przełomu XIV – XV w. Po raz pierwszy pojawia się w źródłach w 1431, gdzie do aktu rozejmu w Czartorysku przykłada swą pieczęć z herbem Leliwa. W 1432 podpisał przymierze wielkiego księcia Świdrygiełły z zakonem krzyżackim.